# Terrafugia
La Terrafugia è un'azienda statunitense che sta sviluppando automobili volanti, veicoli in grado di piegare le ali e muoversi su strada. Ha sede nel Massachusetts ed è di proprietà di una delle maggiori case automobilistiche private cinesi, la Geely Automobile.
Fondata nel 2006 da alcuni ingegneri del Massachusetts Institute of Technology laureati in aeronautica e astronautica, ha progettato la Transition, che avrebbe dovuto essere una delle prime auto volanti prodotte ed essere immessa sul mercato a partire dal 2019.
Al termine di trattative iniziate nel mese di luglio, alla fine di novembre 2017 è stata acquistata dal gruppo cinese Geely.

## Storia
Fondata a Woburn, Massachusetts, da laureati del dipartimento di aeronautica e astronautica del Massachusetts Institute of Technology e diplomati al MIT Sloan School of Management. Il loro team è stato il secondo classificato nel concorso MIT $ 100K Entrepreneurship 2006. Il finanziamento iniziale (30.000 dollari) proviene da Carl Dietrich, fondatore del Premio Lemelson-MIT per studenti. In seguito ci sono stati altri finanziamenti.
La società sta sviluppando un aereo da strada chiamato Transition e una macchina volante chiamata TF- X.  Transition e TF-X sono progettati per essere in grado di piegare le ali, consentendo ai veicoli di operare anche come veicoli stradali legali.
Nel luglio 2017 la società è stata acquistata dal gruppo Zhejiang Geely Holding, un conglomerato cinese di proprietà del miliardario Li Shufu che possiede anche le società automobilistiche europee Volvo e Lotus.
La società ha iniziato il 2017 con 20 dipendenti e ha poi assunto durante l'anno altre 75 persone nella sede di Waburn. Prevedeva di assumerne altre 50 entro dicembre 2018 dopo aver creato a Petaluma, in California, una nuova divisione di ricerca e sviluppo.

## Prodotti

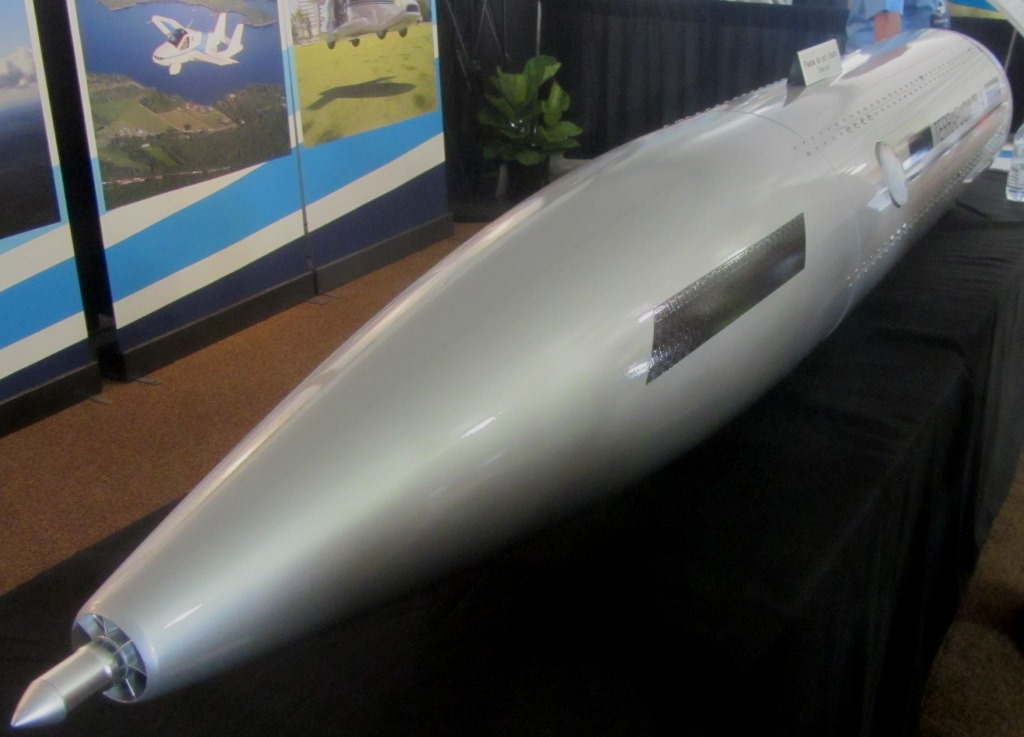
Prototipo della Terrafugia TF-X

Il principale modello è Transition, vettura biposto con motore ibrido-elettrico e dotata di due ali retrattili. Con un'autonomia di 650 Km, dovrebbe poter volare fino ad una quota di 3000m e viaggiare a una velocità massima di 160 Km/h. Secondo le dichiarazioni avrebbe dovuto essere disponibile sul mercato USA a partire dal 2019.
Altri progetti sono la Terrafugia TF-2, veicolo che combina tre differenti moduli tra loro integrati, per garantire maggiori livelli di comfort ed efficienza.